# Dmitrij Jermakow

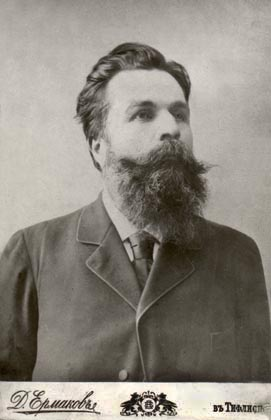
Dmitrij Jermakow

Dmitrij Iwanowicz Jermakow (ur. 1846, zm. 1916) – rosyjski fotograf, właściciel zakładu fotograficznego w Tbilisi.
Działalność fotograficzna rozpoczął w latach 1882-1883. Uważany za pioniera fotografii etnograficznej i obyczajowej w imperium carskim. Głównym tematem jego zdjęć było uliczne życie gruzińskich miast.    